# HardBall 4
A HardBall 4 baseball-videójáték, melyet a MindSpan Technologies fejlesztett és az Accolade jelentetett meg. A játék 1994-ben jelent meg DOS-ra, melyet később egy Sega Genesis/Mega Drive-átirat követett HardBall ’94 címmel.

## Fejlesztés
Miután a NuFX-nél leállították a HardBall III Atari Jaguar-átiratának fejlesztését, az erőforrásokat a High Voltage Software által fejlesztett HardBall 4 Jaguar-átiratára helyezték át, azonban végül az sem jelent meg. A játék az elődjével szemben támogatja a Super VGA felbontást.

## Fogadtatás
A Next Generation szerkesztője 4/5 csillagra értékelte a játék DOS-os verzióját, kiemelve, hogy „[a HardBall 4] Amerika kedvenc sportjának első osztályú szimulációja”. A PC Gamer 75/100%-os pontszámot adott a játékra, dicsérve a grafikát és az animációkat, viszont negatívumként emelte ki a játékmenetet és a szimulációs motort. Összegzésként megjegyezte, hogy „A HardBall 4-et ugyan 1995-ös évhez illő ruhába bújtatták, azonban gyakorlatilag ugyanaz, mint az elődei – rendkívül szórakoztató, de rendkívül valósághűtlen is.”
A GamePro 4/5 pontot adott az összes kategóriában (grafika, hang, irányítás, szórakozás) a Sega Genesis-kiadásra, dicsérve a grafikát és az animációkat, viszont negatívumként emelte ki a külsővédők nehézkes irányítását. Összegzésként megjegyezte, hogy „Megéri a játék az árát, ha megvan a Hardball III? Nem. Azonban, ha az első baseballjátékod keresed, és azt szeretnéd, hogy az kerek egész legyen, akkor a Hardball ’94 lesz a befutó.” A brit Mega 66/100%-ot adott a Mega Drive-változatra, kiemelve, hogy „A baseballfanatikusok (akikből jó ha három lehet az országban) imádni fogják a sok statisztikát, a realizmust és szépen animált játékosokat. Azonban, ha mindenáron »játszani« akarsz egy baseballjátékkal, akkor inkább a felhasználóbarátabb RBI Baseball ’94-et válaszd, az sokkal szórakoztatóbb.” A szintén brit Mean Machines Sega szerkesztői hasonló véleménnyel voltak mint a Mega; a játékot ők is a „statisztikaőrülteknek” ajánlották, az átlagos játékosoknak pedig ők is inkább az RBI Baseball ’94-et javasolták.